# La Mare de Déu de les roques (Louvre)
La Mare de Déu de les roques és un nom utilitzat per a denominar dos quadres de Leonardo da Vinci pintats amb idèntica composició pictòrica amb oli sobre llenç. La versió del Louvre va ser transferida a llenç des de la fusta original, però la de Londres encara roman damunt la taula. Té una mida de 199 × 122 centímetres.

## Història de les pintures
El 25 d'abril del 1483, amb els germans pintors Evangelista i Giovanni Ambroglio de Predis, d'una banda, i Bartolomeo Scorione, prior de la Confraternitat milanesa de la Immaculada Concepció, d'altra banda, es va estipular el contracte per a un retaule a col·locar sobre l'altar de la capella de la Confraternitat a l'església de San Francesco Grande. Aquesta capella havia estat fundada al segle xiv per Beatriu d'Este, esposa de Galeazzo I Visconti, i va quedar destruïda el 1576.
Aquest contracte del 1483 és el primer document relatiu a la Mare de Déu de les roques. L'obra havia de celebrar la Immaculada Concepció. El contracte preveia tres pintures, que havien d'estar acabades el 8 de desembre per un preu de 800 lires, que es pagarien a terminis fins a febrer del 1485. La taula central havia de representar la Mare de Déu amb l'infant i dos profetes i àngels; les altres dues, quatre àngels cantadors i músics.

## Al Louvre
Una de les dues versions s'exhibeix al Museu del Louvre de París, amb el títol de La Vierge aux rochers. Es considera, en general, que és la versió original, datada sobre 1483-1486. Va ser la primera gran obra de Leonardo durant la seva estada a Milà. Es creu, en general, que la versió del Louvre és la primera, perquè està estilísticament més a prop a altres obres de Leonardo dels anys 1480. Les autoritats franceses consideren que l'obra és autèntica i realitzada per Leonardo en la seva integritat, gràcies sobretot a l'ús del clarobscur, o contrast entre l'obscur i el clar, característic de moltes obres de Leonardo.
L'any 1483, el contracte es va ampliar per incloure la col·laboració amb els germans Ambrogio i Evangelista de Predis, que realitzarien els plafons laterals representant àngels, de tal manera que la pintura fos un tríptic. L'obra havia d'estar acabada almenys el 1490, mes la crítica la considera en general acabada el 1486. En una petició a Lluís Maria Sforza, datada el 1493, Leonardo i Ambrogio de Predis ([Evangelista havia mort a la fi del 1490 o a començaments del 1491) volien un pagament de 1.200 lires, rebutjat pels frares. El plet es va desenvolupar fins al 27 d'abril del 1506, quan els perits van establir que la taula estava inacabada, van fixar dos anys perquè acabessin l'obra, van concedir el preu de 200 lires; el 23 d'octubre del 1508, Ambrogio va cobrar-ne l'últim termini i Leonardo va ratificar el pagament. Aquest any l'obra completa va ser finalment instal·lada.
Existeix la teoria que al llarg d'aquesta disputa financera amb la Germandat, Leonardo va vendre aquest treball original per 400 lires a un client privat, potser, al rei de França Lluís XII. També està generalitzada la hipòtesi que la taula va ser un regal de Ludovico el Moro a Maximilià I d'Habsburg quan es va casar amb Blanca Maria Sforza, per la qual cosa la taula hauria estat a Innsbruck abans de passar a França com a nou regal de noces, aquesta vegada d'Elionor d'Habsburg, filla de Felip I de Castella i Joana I de Castella i, per tant, neta de Maximilià, que es va casar amb Francesc I.
Es tracta, de qualsevol manera, d'una obra que va tenir un èxit immediat i va ser copiada innombrables vegades.